# Лонгомонтанус (кратер)
Лонгомонтанус је стари месечев кратер лоциран у јужном брдовитом планинском крају југозападно од кратера Тихо. Састоји се од разноврсноих лунарних формација која се називају зидом равнице, иако је заправо више као кружна депресија на површини. Због своје локације, Лонгомонтанус се приказује као више овалан кратер због своје смањене оштрине.
На југоистоку Лонгомонтануса налази се још већа формација - кратер Клавиус, а ка истоку је кратер Магинус. Северно се налази ирегуларан кратер Монтанари, који је придлужен северној ивици кратера Вилхелм.
Зид Лонгомонтануса је доста излизан и урезан од претходних утицаја, и обод овог кратера се скоро равна са нивоом терена који га окружујуе. На северну ивицу посебно утичу преклапајући кратери. На истоку овог обода је полу-кружан гребен који се јавља као преклапајућа кратерска ивица. Кратерско дно Лонгомонтануса је релативно равно, са пар ниских скупина централних врхова лоцираним ка западу.

## Сателитски кратери
Конвенцијом су ове карактеристике идентификоване на лунарним картама стављањем слова на страну средишта кратера која је најближа Лонгомонтанусу.
| Лонгомонтанус | Ширина  | Дужина  | Пречник |
| ------------- | ------- | ------- | ------- |
| A             | 52.8° S | 24.0° W | 29 km   |
| B             | 52.9° S | 20.7° W | 48 km   |
| C             | 53.4° S | 19.0° W | 31 km   |
| D             | 54.3° S | 22.9° W | 29 km   |
| E             | 51.4° S | 18.0° W | 8 km    |
| F             | 48.2° S | 23.5° W | 19 km   |
| G             | 48.7° S | 18.5° W | 15 km   |
| H             | 52.0° S | 23.2° W | 7 km    |
| K             | 47.9° S | 20.9° W | 15 km   |
| L             | 49.1° S | 23.6° W | 16 km   |
| M             | 48.6° S | 23.2° W | 10 km   |
| N             | 50.8° S | 25.7° W | 12 km   |
| P             | 48.1° S | 25.3° W | 7 km    |
| Q             | 52.0° S | 20.5° W | 11 km   |
| R             | 52.4° S | 26.1° W | 9 km    |
| S             | 47.4° S | 23.3° W | 12 km   |
| T             | 46.8° S | 22.7° W | 5 km    |
| U             | 52.0° S | 22.0° W | 7 km    |
| V             | 50.7° S | 18.9° W | 5 km    |
| W             | 47.1° S | 21.3° W | 10 km   |
| X             | 53.0° S | 17.7° W | 5 km    |
| Y             | 52.3° S | 28.2° W | 4 km    |
| Z             | 50.0° S | 18.7° W | 95 km   |